# スクー寺院
スクー寺院（スクーじいん、チャンディ・スクー〈スク、スクゥ〉、ジャワ語: Candhi Sukuh、尼: Candi Sukuh、発音: [ˈtʃandi ˈsukʊh]）は、インドネシア中部ジャワ州カランアニャル県の Ngargoyoso 地区にある、15世紀のヒンドゥー教の寺院遺跡（チャンディ、ジャワ語:  Candhi 、尼: Candi）である。スラカルタ（ソロ）の東36キロメートルにあり、中部ジャワ州と東ジャワ州の境界にあるラウ山（標高3265m）の西側斜面、高さ（比高）910メートル（標高1186m）に位置する。スクー寺院はマヤ文明の遺跡にも似た単体のピラミッド状の構造を持つ主祠堂とともに、その前方に見られる性的関わりを主題とした特異な浮彫り（レリーフ）などにより特徴づけられる。

## 歴史
スクー寺院は、10-15世紀の東部ジャワ期、マジャパヒト王国（1293〈1305〉-1520年代〈1527年頃〉）時代の末期となる15世紀に、ラウ山の西側斜面に建立された寺院である。スクー寺院の建立者らは、ラウ山の斜面にあたるこの地を、祖先や自然の精霊を崇拝し、豊産祈願の儀式を行なう聖地として捉えていた。ここで発見された碑文は西暦1416-1459年（1437-1457年）を記すもので、1430年頃に建立されたものと考えられ、寺院の入口となる西の山門（ゴープラ）に刻まれたクロノグラムの解釈により、西暦1437年（サカ暦1359年）の創建とされている。
この時代になるとジャワの宗教および芸術は、8-10世紀に寺院の様式に多大な影響を与えていたインドからのものより分離していたが、この地域は、16世紀に群島の王室がイスラム教に改宗する以前のジャワ・ヒンドゥーの寺院建築における最後の要地であった。一部では、王国の内紛を象徴する2つの高貴な家柄の確執を示す浮彫りにより、創建者はマジャパヒトの王位を継承したともいわれる。
スクー寺院は1815年、トーマス・ラッフルズのジャワ島の統治時代（1811-1816年）に発見された。同年5月に寺院を訪れたラッフルズによれば、保存状態は悪く、多くの彫像は地面に倒れ、ほとんどの像の首は切断されていた。ここでラッフルズは、2つに折れた巨大なリンガを発見し、それを1本に接合している。このような伝統的文化、特に性的描写を抑えない彫像などの破壊行為は、16世紀にジャワ島に侵攻したイスラム教の影響によると考えられている。スクー寺院は、19世紀のうちに調査・研究が進められるとともに、保存事業がオランダ植民地時代より開始され、1917年には最初の修復が行なわれた。その後、1970年代後半にインドネシア教育文化省により修復がなされた。

## 構造

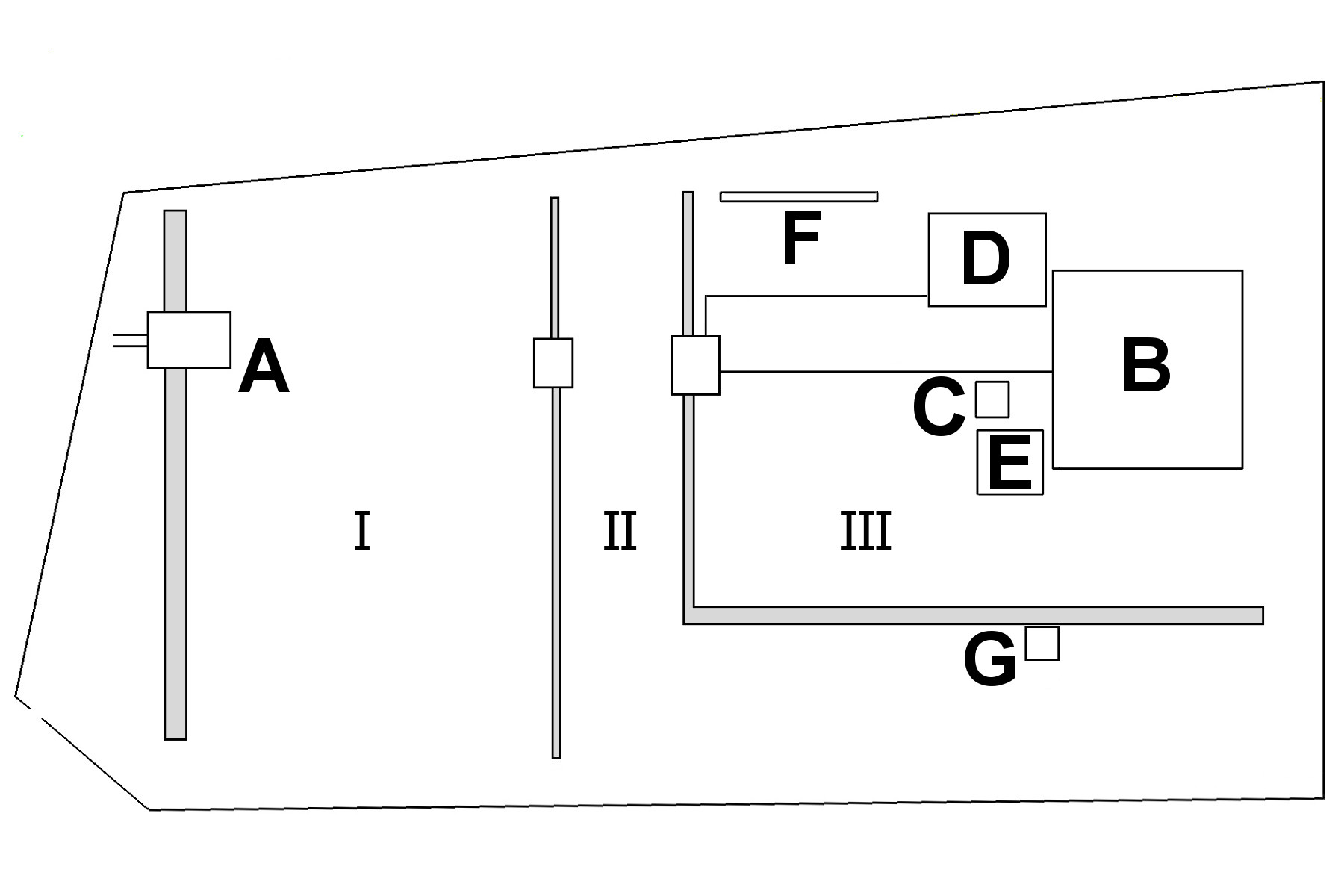
スクー寺院の平面図
A. 西門 B. 主祠堂 C. ビーマスワルガ祠堂 D. 北基壇 E. 南基壇 F. 浮彫り G. 鍛冶屋の浮彫り

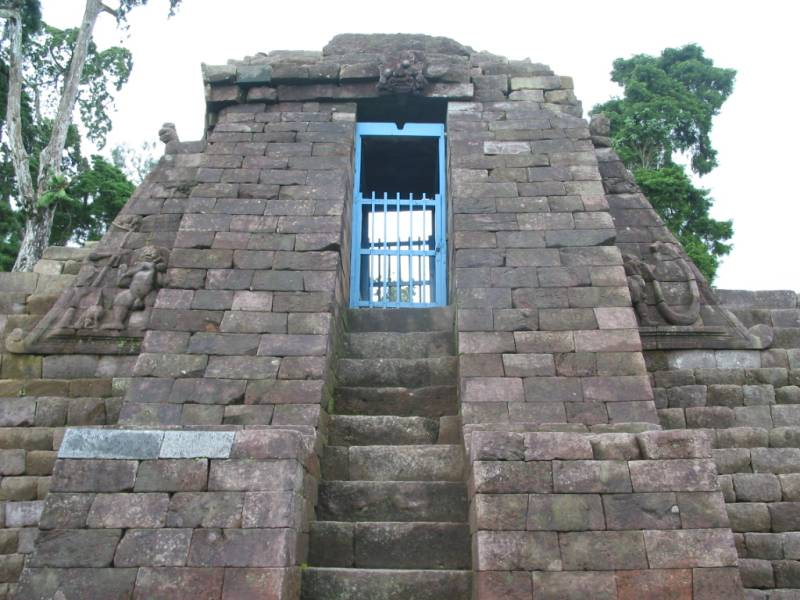
最下層にあるピラミッド状の山門（西門）

東部ジャワ期のスクー寺院は、ヒンドゥー教が衰退した後に築かれたため、中部ジャワ期のヒンドゥー教寺院と異なり、ヒンドゥー教建築術であるヴァーストゥ・ヴィドゥヤ (Vastu Vidya) の伝統に従っていない。かつての寺院設計は通常、長方形または正方形の形をなしているが、スクー寺院は山の傾斜面を利用した3層の寺苑を持つ台形となり、西側の第1層より東に向かって第2層、第3層と次第に高くなっていく。延長100メートルとなる3層の寺苑は、参道中央の狭い石門により上る次の層に通じている。寺院遺跡群内のピラミッド状の主祠堂は、最も高い第3層目の東奥中央にある。この主祠堂の後方の山腹からの湧水ないし集水池により、水路があったことが寺院周辺の調査により認められている。そのうち1本の水路は寺院の聖池に注がれ、また、祭壇や祠堂でなされた多くの儀式に水を供給していた。

### 西門
| 西門の左右にある怪物の彫像左:「門の怪物が人を喰う」右:「門の怪物が蛇の尾を齧る」   |  | 西門の左右にある怪物の彫像左:「門の怪物が人を喰う」右:「門の怪物が蛇の尾を齧る」 |
| 西門の左右にある怪物の彫像 左:「門の怪物が人を喰う」 右:「門の怪物が蛇の尾を齧る」 |  |                                                                                  |

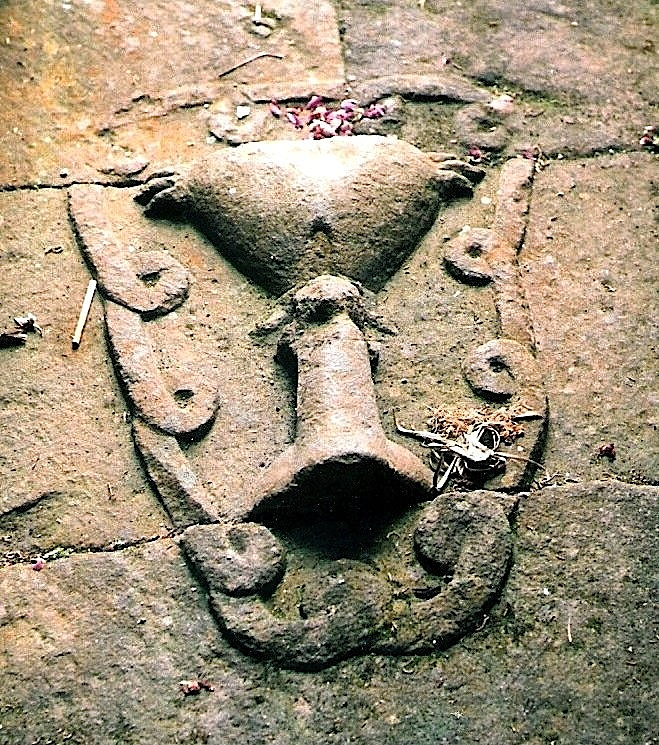
西門の床面にあるヨニ・リンガの浮彫り

かつて礼拝者は西側の最下層にある山門を通って寺院に参拝していた。その西門の両側には、それぞれジャワ語で「門の怪物が人を喰う」(‘gapura buta aban wong’)、「門の怪物が蛇の尾を齧る」(‘gapura buta anahut buntut’) と称される2体の怪物の浮彫りがあり、これをクロノグラムとして解される西暦1437年に寺院は奉献されたと考えられている。
この西門の床面にある安山岩の浮彫りに、男根を表すリンガと女根を表すヨニが見られる。86センチメートルの一対のヨニとリンガの浮彫りは、明らかに性交を描くものとして知られる。

### 主祠堂

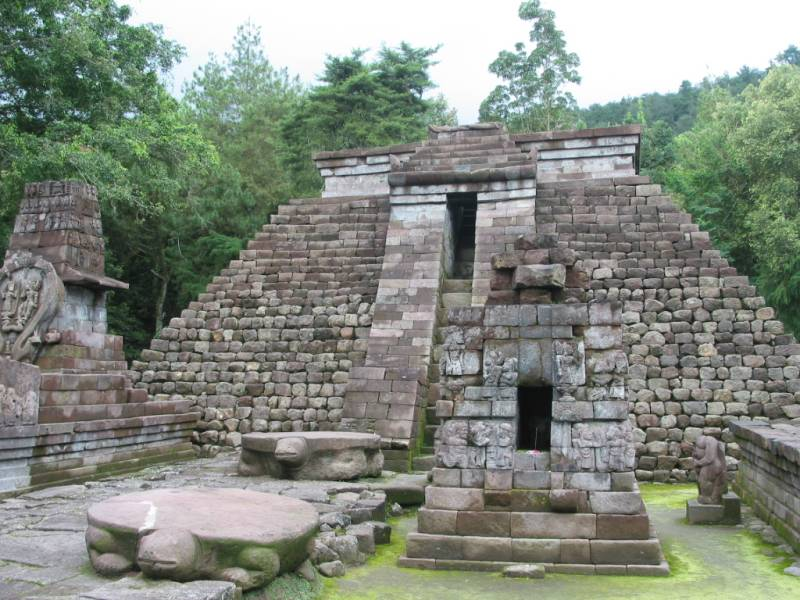
主祠堂の前方にビーマスワルガ小祠堂がある

スクー寺院の主祠堂（尼: Candi induk）は、ほかの寺院遺跡とは異なるマヤの遺跡を連想させる切頭ピラミッド状の構造物であり、主祠堂の前方にある小祠堂や石造構造物（モノリス）、それに精細に彫られた彫像などに囲まれている。
ピラミッド状の主祠堂は、高さ約7メートル、基壇は方形で幅約16メートル四方である。正面より、石段が切妻（ペディメント）の下を通り頂部に上るよう接続されている。この遺跡の独特な形が何を象徴するものであったのかは不明である。一つにその形は山をかたどるといわれる。主祠堂は寺院の東に向かう位置にあることから、太陽崇拝および背後のラウ山を拝する拝殿と考える臆説もある。主祠堂の東方にあるプリンゴダニ山とその背後のラウ山が直線上にあり、祖霊が住むという山岳信仰が認められる。
また、主祠堂の内部には遺骨が埋葬されたとも考えられている。上部にはかつて木造の構造物（堂宇）が構築されていたともされるが、この中心的構造物が木造構造物を支持していた痕跡は発見されていない。その頂部より発見された唯一のものは、碑銘が刻まれた1.82メートル (6ft) のリンガの彫像（ファロス・ストーン）であり、その彫像はかつて基壇の段上に立っていたとされ、ピラミッド状の構造物は台座のヨニを表すものであった可能性も考えられる。
リンガ像には、静脈をかたどるような碑銘が上から下に刻まれており、クロノグラムにより西暦1440年の奉献とされる。この像の台座にある銘文は、「聖なるガングスディ (Ganggusudhi〈Gangga sudhi〉) を奉納する……。男のしるしは世界の本質である。ウク・ワヤン (Wuku Wayang) の土曜日に」と訳される。彫像には浮彫りによる短剣（クリス、kris）のほか、太陽や三日月も装飾されている。現在、それはインドネシア国立博物館に保管されている。

### ビーマスワルガ祠堂
主祠堂の前方にあるビーマスワルガ (Bhimaswarga) の祠堂の遺構は、シヴァ神と結び付いたビーマ（恐ろしい者、シヴァ）崇拝をスクー寺院に包含させるために追加されたものである。1443年に奉献されたビーマの彫像とヨニとしての基壇の上部にシヴァ・リンガが立てられた。

### 彫像・浮彫り

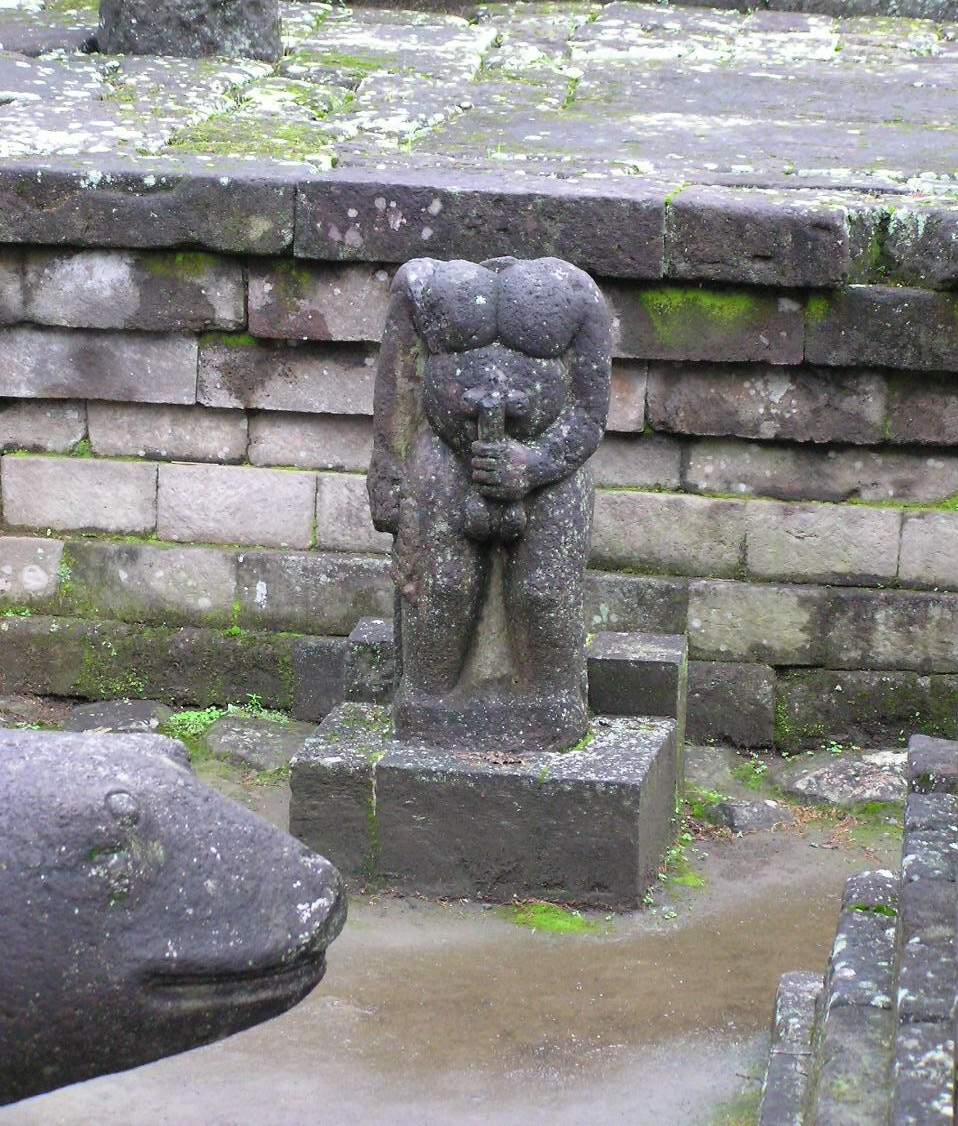
陰茎を握る頭のない男像

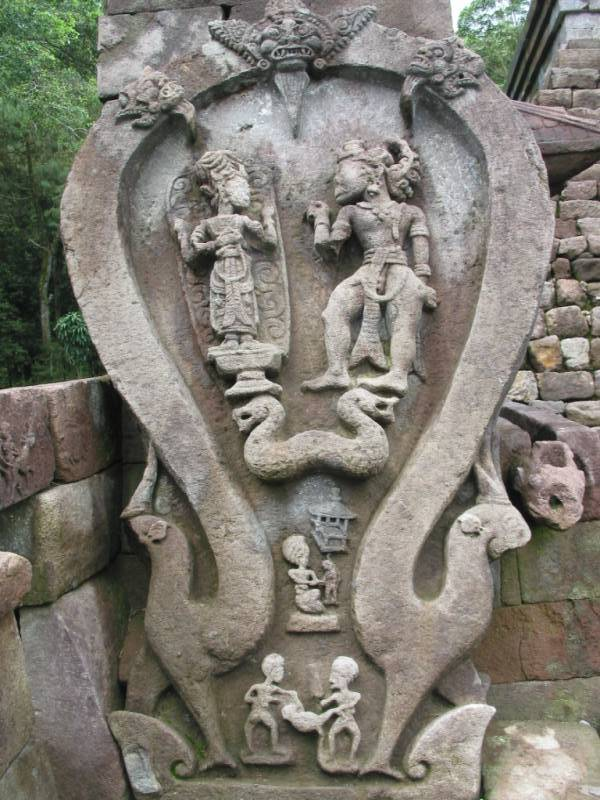
ビーマ（右）とバターラ・グル（左）の浮彫り

スクー寺院の第3層目の寺苑には、ガルーダのほか、3体の扁平なカメの彫像や、自身の陰茎を握る等身大の男像など多くの彫像ならびに浮彫りの彫刻が見られる。

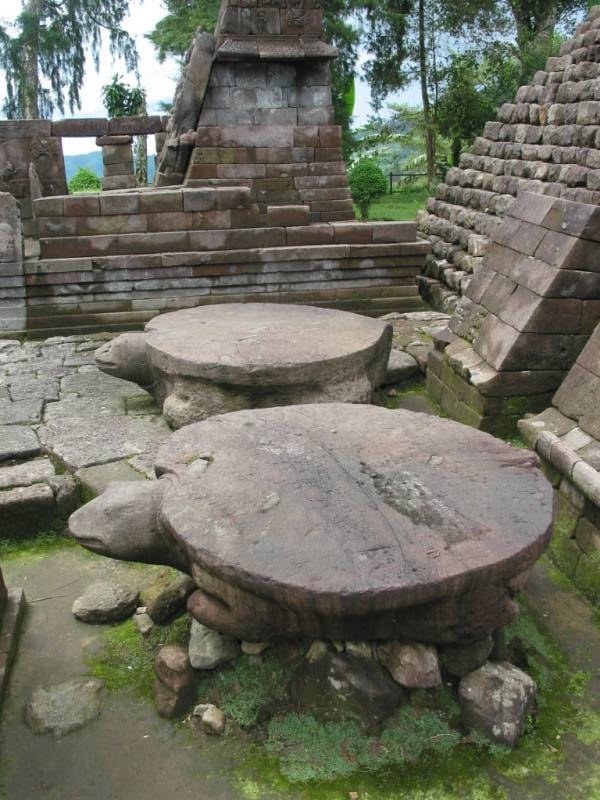
主祠堂の前にある2体の亀の彫像

3体の亀の彫像
2体の大きなカメの彫像がピラミッドの入口付近にあり、残る1体の彫像は主祠堂の前より少し離れた位置にある。幅およそ2メートルの3体のカメの頭部はすべて西側を向いている。それらの平らな甲羅は、清めの儀式や祖先崇拝のための祭壇として備えられたとも考えられる。ヒンドゥー教の神話において、カメは乳海攪拌におけるヴィシュヌ神の化身（アヴァターラ）のクールマであり、世界の基礎・土台を象徴する。
陰茎を握る男像
1463-1464年頃に構築された南側の基壇（祭壇）付近にある頭部を失した陰茎を握る男像は、祭壇を守護する彫像あるいは寺院でなされた豊産の祭儀を象徴する造形とも捉えられる。南側の基壇にはシヴァの石柱 (Siva Obelisk) が立つ。
ビーマの浮彫り
主祠堂の北側前方の石造構造物（モノリス）の基壇には、馬蹄形（子宮の形）のなかにヒンドゥー教の大神バターラ・グルとビーマを描いた石板彫像がある。ビーマはインドの叙事詩『マハーバーラタ』のパーンダヴァ兄弟5人のうち英雄として登場する戦士である。

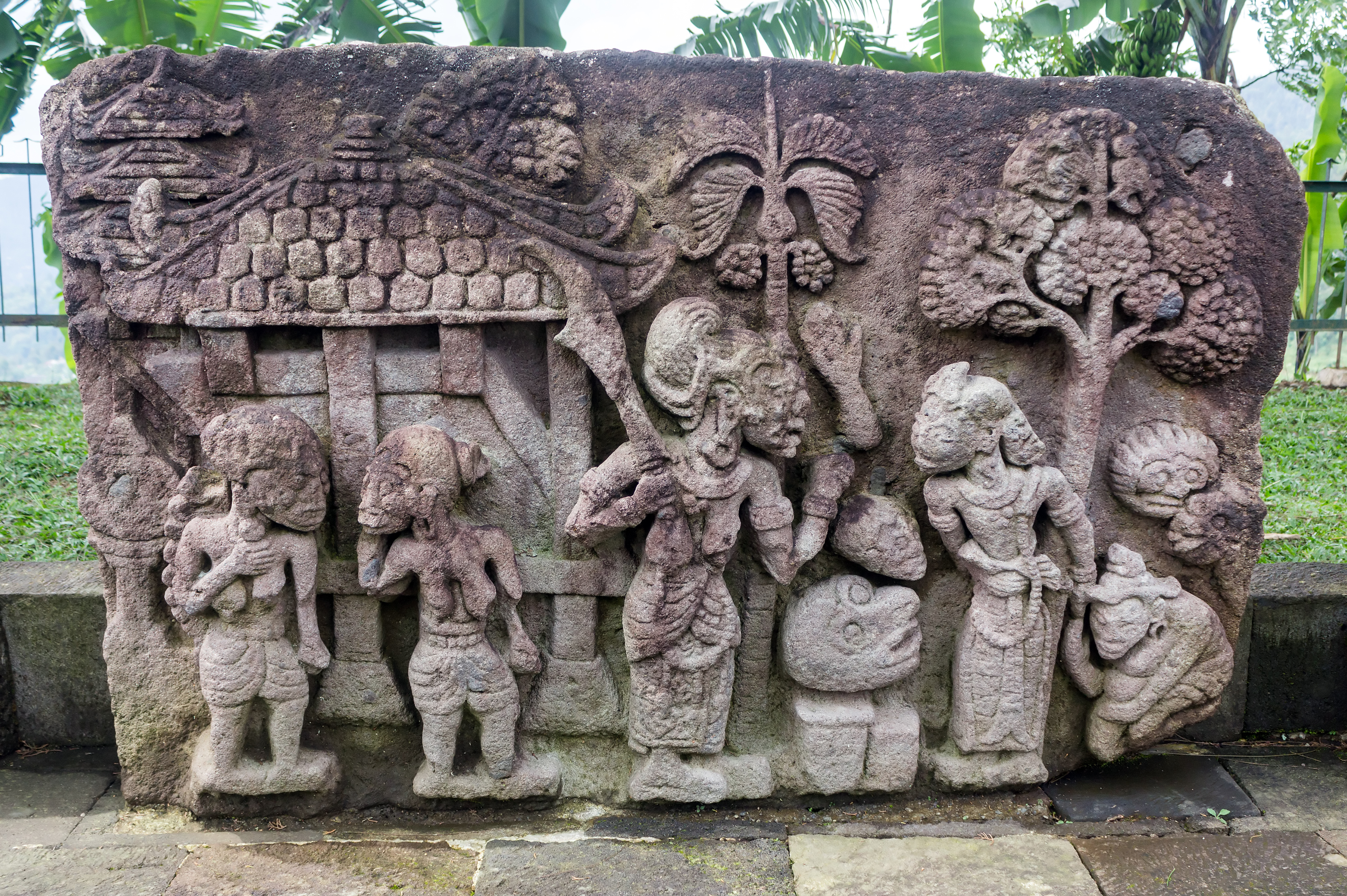
『スダマラ』物語の浮彫り
右の木に結び付けられたサハデーヴァを頭だけの幽霊が脅し、左側にドゥルガーと2人の従者が立つ

『スダマラ』の浮彫り
北西側には、動物の彫像とともに石板の浮彫りが集約して置かれ、西暦1440年の碑文が認められるものなど、古代ジャワ文学『スダマラ』物語の場面を描いたいくつかの浮彫りがある。スダマラは『マハーバーラタ』に登場するサハデーヴァ（サデワ、ジャワ語: Sadewa）である。物語は、女神ウマー（Uma、パールヴァティー）が夫神シヴァ（グル神、Guru）によりドゥルガーに変えられるが、シヴァに救われたサハデーヴァによってウマーの姿に戻り、スダマラ（「穢れを浄化する」の意）の名を授ける。『スダマラ』はワヤンの演目にある。これらのスダマラ物語の浮彫りのもとの位置は不明であるが、どのように配置されていたかは、北側の基壇上の壁面にスダマラに付随する浮彫りが今に残ることにより知ることができる。

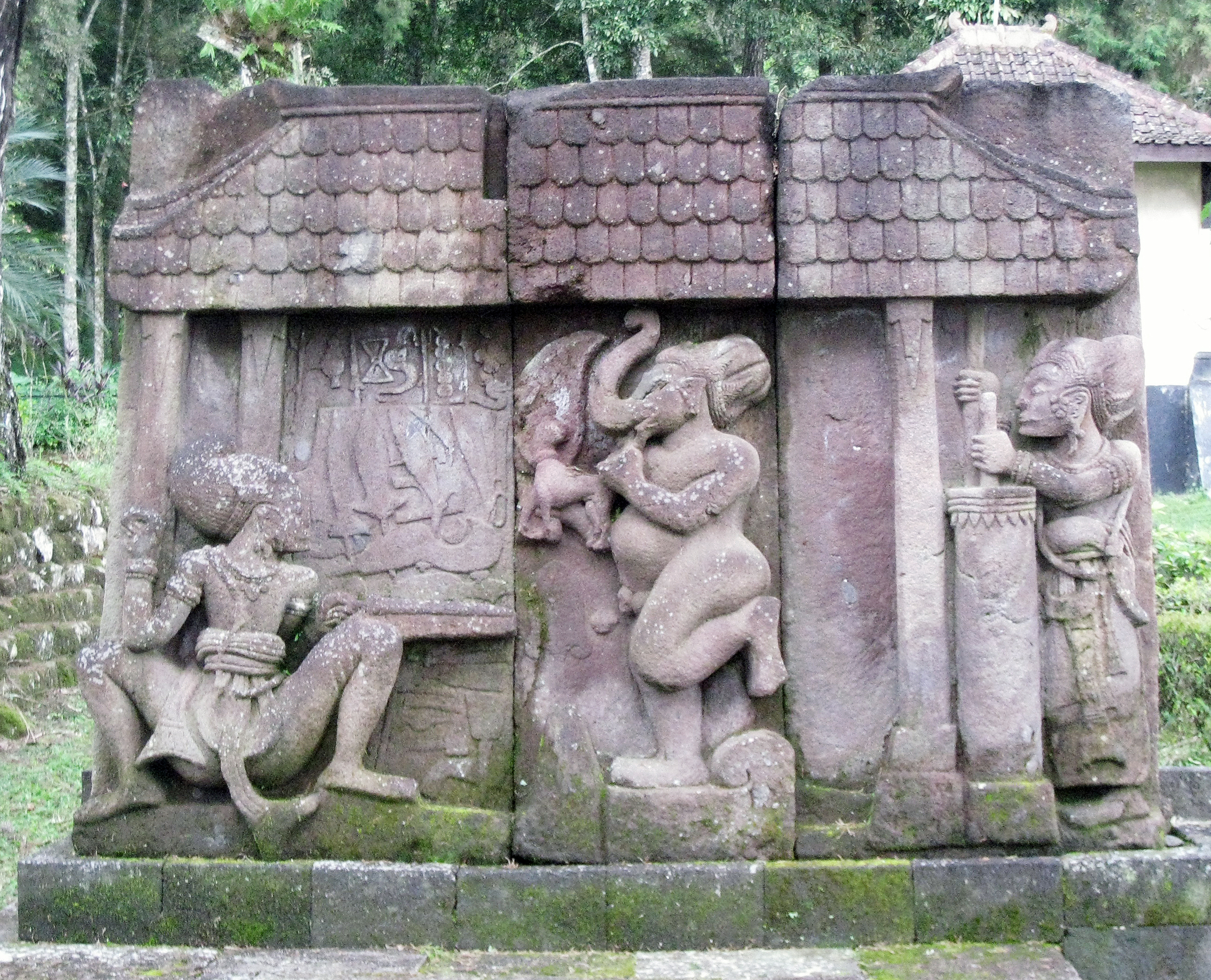
鍛冶屋の浮彫り
金属を鍛造するビーマ（左）
踊るガネーシャ（中央）
炉に空気を送るアルジュナ（右）

鍛冶屋の浮彫り
遺跡の南壁面側には、鍛冶屋で剣戟を鍛造する1組の男（ビーマ、アルジュナ）の像と、ヒトの身体でゾウの頭を持つ神ガネーシャの踊る姿を描いた浮彫りがある。ヒンドゥー・ジャワの神話では、鍛冶屋は金属を変造する技術のみならず、霊的に超越する鍵を持つものと考えられている。鍛冶は火の神より剣（クリス）を造りだす力を得たものであり、鍛冶屋は聖堂と見なされる。ヒンドゥー・ジャワの王政は、ときに剣戟の所有により正当化され、権限が与えられていた。
鍛冶屋の浮彫りにある冠をかぶった象頭の彫像は、障害を取り去るヒンドゥー教の神ガネーシャを描いている。しかし、ガネーシャの姿は、ほかによくある描写といくつかの点で異なる。座る代わりに、スクー寺院の浮彫りにあるガネーシャの形象は踊る姿を見せており、また、性器の露出、悪魔的な顔つき、妙に間の抜けた踊りの姿態、骨のロザリオ（またはラトル）を持ち、イヌと思われる小動物をつかむなど顕著な特徴がある。このスクー寺院のガネーシャの浮彫りについては、ターラナータが記したチベット仏教史に見られる密教の儀式との類似性も指摘される。